# Flughafen Diyarbakır

i8
i11
i13
Der Flughafen Diyarbakır (türkisch Diyarbakır Havalimanı, IATA-Code: DIY, ICAO-Code: LTCC) ist ein türkischer Flughafen unmittelbar südwestlich der Stadt Diyarbakır im Südosten des Landes. Er wird durch die staatliche DHMI betrieben. Der Flughafen wurde ursprünglich 1952 gebaut und ist nach etlichen Umbauten weiterhin in Betrieb und wird militärisch und zivil genutzt. Die ihm zugeordnete Stadt Diyarbakır liegt etwa drei bis sechs Kilometer entfernt. Sie ist mit Taxi, Privatwagen oder Flughafenbus über die Fernstraße D-950 zu erreichen.

## Flughafengelände
Er verfügt über einen Terminal mit einer Kapazität von 1.450.000 Passagieren im Jahr und eine befestigte Start- und Landebahn, die jedoch kein Instrumentenfluglandesystem (ILS) besitzt. Das Vorfeld hat eine Größe von 165 × 155 Meter und kann drei Verkehrsflugzeuge aufnehmen. Für die Passagiere steht ein Terminal mit einer Größe von 2680 Quadratmeter bereit. Vor dem Terminal gibt es einen Parkplatz für 200 Autos.

## Erweiterung
Im September 2015 wurde der Neubau (neues Terminal) eingeweiht. Der in die Jahre gekommene Flughafen wurde erneuert und erweitert. Der Flughafen hat nebst dem neuen Terminal mit sechs Fluggastbrücken und einer Kapazität von fünf Millionen Passagieren pro Jahr, ein neues Parkhaus und ein vergrößertes Vorfeld erhalten.

## Fluggesellschaften und Ziele
Im Linienflugverkehr wird der Flughafen Diyarbakır mit etlichen Flughäfen in der Türkei regelmäßig verbunden, wobei Turkish Airlines für etwa 75 Prozent der Passagiere verantwortlich zeichnet. Im deutschsprachigen Raum werden Düsseldorf, Hannover und Stuttgart bedient.